# Godschalk van Benevento
Godschalk van Benevento was usurpator van het Hertogdom Benevento van ca.739 tot ca.743.
Na de dood van zijn voorganger Gregorius greep Godschalk zonder toestemming de macht. Daarna steunde hij de opstandige Hertog van Spoleto Thrasimund II. Dit was een stap te ver voor koning Liutprand van de Longobarden. Toen de troepen van Liutprand naderden, zette Godschalk het op een lopen, maar hij werd gevat door de bevolking en vermoord. De zoon van de laatst rechtmatige hertog Romuald II, Gisulf II werd uitgeroepen tot nieuwe heerser.